# ستيوارت هولبرووك
ستيوارت هولبرووك (بالإنجليزية: Stewart Holbrook)‏ هو صحفي أمريكي، ولد في 1893، وتوفي في 1964.

## وصلات خارجية
- ستيوارت هولبرووك على موقع ديسكوغز (الإنجليزية)